# Powiat brzeski (1795–1919)
Powiat brzeski, ujazd brzeski – powiat znajdujący się w latach 1795–1915 w granicach Imperium Rosyjskiego jako część guberni: słonimskiej, litewskiej i grodzieńskiej.

## Historia
Teren powiatu brześciańskiego wszedł w skład Rosji po III rozbiorze Polski w 1795. Początkowo był częścią guberni słonimskiej (1796), litewskiej (1797–1801), a później aż do końca swego istnienia grodzieńskiej (1801–1915). W 1897 teren powiatu zamieszkiwało 218 tys. osób przeważnie wyznania prawosławnego. Skład językowy: ukraiński – 64,4%; żydowski – 20,8%; rosyjski – 8,1%; polski – 3,9%; białoruski – 1,8%. Powiat rozpościerał się na terytorium 4893,2 km kwadratowych i dzielił na 23 gminy (wołości):
- Dmitrowicze
- Domaczewo
- Dworce
- Kamienica Żyrowiecka
- Kamieniec Litewski
- Kosicze
- Łyszczyce
- Małoryta
- Motykały
- Ołtusz
- Połowce
- Przyborowo
- Radwanicze
- Ratajczyce
- Rogacze
- Turna
- Wielkoryta
- Wierzchowice
- Wojska
- Wołczyn
- Wysokie Litewskie
- Życin

W wyniku traktatu ryskiego powiat w całości wszedł w skład II Rzeczypospolitej i stał się częścią województwa poleskiego jako powiat brzesko-litewski (a później: brzeski lub brzesko-nadbużański). Gmina Rogacze przeszła do województwa białostockiego.